# Il grande amore di Ginevra
Il grande amore di Ginevra (Guinevere), conosciuto anche con il titolo Ginevra - Il coraggio di Camelot, è un film televisivo del 1994 diretto da Jud Taylor e tratto dalla trilogia di Persia Woolley sulla regina Ginevra.